# ملرد
ملرد، روستایی است از توابع بخش مرکزی شهرستان سوادکوه در استان مازندران ایران.این روستا در ارتفاعات لاکمر قرار دارد.

## جمعیت
این روستا در دهستان راستوپی قرار دارد و براساس سرشماری مرکز آمار ایران در سال ۱۳۸۵، جمعیت آن ۷۵ نفر (۲۱خانوار) بوده‌است. 
به دلیل سرمای شدید در شش ماه دوم سال جمعیتی کمی دارد.حدود دو یا سه خانوار